# Cayo Egio Márulo
Cayo o Gayo Egio Márulo  fue un senador romano que desarrolló su cursus honorum entre en la primera mitad del siglo I, bajo los imperios de Tiberio, Calígula y Claudio.

## Carrera pública
Su único cargo conocido fue el curator riparum et alvei Tiberis en 47-48, bajo Claudio. Esta curatela era asignada desde 15 a senadores que habían desempeñado el consulado, por lo que Egio había sido cónsul y, de hecho, los senadores que desempeñaron la curatela lo habían sido, como Paulo Fabio Pérsico, consul ordinarius en 34, bajo Tiberio, o Lucio Escribonio Libón, quien había sido consul ordinarius en 16, también bajo Tiberio.
Su nieto fue Lucio Egio Márulo, consul suffectus en 111 bajo Trajano.